# Шарлык (приток Салмыша)
Шарлык (баш. Шарлыҡ; устар. Шарлычка) — река в России, протекает по Оренбургской области. Устье реки находится в 165 км по правому берегу реки Салмыш. Длина реки составляет 18 км.

## Этимология
Название реки происходит от башкирского слова Шарлыҡ, где шар — болото, -лык — аффикс, то есть «болотистая река».

## Данные водного реестра
По данным государственного водного реестра России относится к Уральскому бассейновому округу, водохозяйственный участок реки — Сакмара от впадения реки Большой Ик и до устья. Речной бассейн реки — Урал (российская часть бассейна).
Код объекта в государственном водном реестре — 12010000712112200006633.